# Mas de Bonastre
El Mas de Bonastre és una obra de Deltebre (Baix Ebre) inclosa a l'Inventari del Patrimoni Arquitectònic de Catalunya.

## Descripció
Aquesta masia avui reformada va ser l'únic mas més important de tota la zona. Originàriament, l'edifici era una casa de planta rectangular de dos pisos, sent la teulada plana i no a quatre vessants com en l'actualitat. El segon pis, han fet una terrassa que serveix d'aixopluc per les màquines del camp. També d'adossat a l'edifici més habitacions, nascudes de les noves necessitats. És una explotació agrícola d'arròs. És interessant per la seva estructura, doncs aquesta, comparada amb altres masos de la zona, és de dos pisos.